# Asperula elonea
Asperula elonea är en måreväxtart som beskrevs av Gregoris Iatroú och Goergiadis. Asperula elonea ingår i släktet färgmåror, och familjen måreväxter.
Artens utbredningsområde är Grekland. Inga underarter finns listade i Catalogue of Life.